# Exorista valida
Exorista valida là một loài ruồi trong họ Tachinidae.